# می‌توانم صدایت را بشنوم
من می‌توانم صدایت را بشنوم (کره‌ای: 너의 목소리가 들려; لاتین‌نویسی اصلاح‌شده: Neowi Moksoriga Deulyeo) یک مجموعه تلویزیونی ساخت کره جنوبی در سال ۲۰۱۳ با بازی لی بو یونگ، لی جونگ سوک، یون سانگ هیون و لی دا-هی است. این برنامه از ۵ ژوئن تا ۱ اوت ۲۰۱۳، چهارشنبه و پنجشنبه‌ها ساعت ۲۱:۵۵ در ۱۸ قسمت از شبکه SBS پخش شد.
در ابتدا قرار بود این سریال ۱۶ قسمت باشد، اما با توجه به رتبهٔ خوب این سریال، دو قسمت دیگر نیز به آن اضافه شد.

## خلاصه داستان
جانگ هه سونگ پس از گذراندن دوران فقر و کودکی دشوارش تبدیل به یک وکیل تسخیری می‌شود. او واقع بین و محتاط است. در این حین، زندگی اش با دیدن پارک سوها (لی جونگ سوک) که توانایی خواندن ذهن مردم را دارد تغییر می‌کند. ده سال پیش سوها پس از دیدن مرگ پدرش ناگهان این توانایی را کسب می‌کند. در اول مرگ پدرش تصادفی ساده به نظر می‌رسد اما با شهادت هه سونگ مشخص می‌شود مرگ پدرش تصادفی نبوده.

## بازیگران
- لی بو یونگ در نقش وکیل جانگ هه سونگ
  - کیم سو هیون در نقش هه سونگ ۱۵ ساله

- لی جونگ سوک در نقش پارک سوها[۵][۶]
  - گو سونگ هیون در نقش سو هه ۹ ساله

- یون سانگ هیون در نقش چا گوان وو[۷]

پلیسی که آرمان‌گرایی، همدلی و جزئی نگری خود را در کار جدیدش یعنی وکیل تسخیری ارائه می‌کند. اگرچه گیج و ویج به نظر می‌رسد، اما از ذکاوت خوبی برخوردار است که زوایای جدیدی را در پرونده‌های خود می‌بیند.
- لی دا-هی در نقش سئو دو یون[۸]
  - یونگ مین آه به عنوان دو یون ۱۵ ساله

### سایر بازیگران
- جونگ وونگ این در نقش مین جون گوک، قاتل پدر سوها
- یون جو سانگ در نقش وکیل شین سانگ دیوک
- چوی سونگ جون در نقش چوی یو چونگ، کارمند دفتر مدافعان عمومی
- یو هو مین در نقش پلیس
- کیم کوانگ کیو در نقش قاضی کیم گونگ سوک
- کیم گا یون در نقش گو سونگ بین، همکلاسی سو هه[۹][۱۰]
- پارک دو شیک در نقش کیم چونگ کی، همکلاسی سو هه[۱۱][۱۲]
- کیم هائه سوک در نقش او چون شیم، مادر هی سونگ
- کیم بیونگ-اوک در نقش هوانگ دال جونگ، همبازی جون گوک
- یونگ دونگ هوان در نقش قاضی سئو دائه سئوک، پدر دو یون
- لی جونگ هیوک در نقش لی جونگ هون
- جانگ هی سو در نقش مادر دو یون
- جو دوک هیون در نقش پارک جو هیوک، پدر سوها
- کیم سو یون در نقش مون دونگ هی، همکلاسی سونگ بین که کمدین آینده است
- جانگ هی وونگ به عنوان دادستان جو، ملقب به «آقای مو چرب»
- کیم هی یون در نقش کیم یون جین (قسمت ۱)